# لوغانة
اللوغانة (الاسم العلمي:Logania) هي جنس من النباتات تتبع الفصيلة اللوغانية من رتبة الجنطيانيات.

## أنواع اللوغانة
- لوغانة بيضاء الأزهار
- لوغانة منخفضة
- لوغانة متشابكة
- لوغانة صغيرة
- لوغانة حورية الأوراق